# Dwight (The Walking Dead)
 (juillet 2025).
Si vous disposez d'ouvrages ou d'articles de référence ou si vous connaissez des sites web de qualité traitant du thème abordé ici, merci de compléter l'article en donnant les références utiles à sa vérifiabilité et en les liant à la section « Notes et références ».
 (octobre 2022).
La mise en forme du texte ne suit pas les recommandations de Wikipédia : il faut le « wikifier ».
Les points d'amélioration suivants sont les cas les plus fréquents :
- Les titres sont pré-formatés par le logiciel. Ils ne sont ni en capitales, ni en gras.
- Le texte ne doit pas être écrit en capitales (les noms de famille non plus), ni en gras, ni en italique, ni en « petit »…
- Le gras n'est utilisé que pour surligner le titre de l'article dans l'introduction, une seule fois.
- L'italique est rarement utilisé : mots en langue étrangère, titres d'œuvres, noms de bateaux, etc.
- Les citations ne sont pas en italique mais en corps de texte normal. Elles sont entourées par des guillemets français : « et ».
- Les listes à puces sont à éviter, des paragraphes rédigés étant largement préférés. Les tableaux sont à réserver à la présentation de données structurées (résultats, etc.).
- Les appels de note de bas de page (petits chiffres en exposant, introduits par l'outil «  Source ») sont à placer entre la fin de phrase et le point final[comme ça].
- Les liens internes (vers d'autres articles de Wikipédia) sont à choisir avec parcimonie. Créez des liens vers des articles approfondissant le sujet. Les termes génériques sans rapport avec le sujet sont à éviter, ainsi que les répétitions de liens vers un même terme.
- Les liens externes sont à placer uniquement dans une section « Liens externes », à la fin de l'article. Ces liens sont à choisir avec parcimonie suivant les règles définies. Si un lien sert de source à l'article, son insertion dans le texte est à faire par les notes de bas de page.
- La présentation des références doit suivre les conventions bibliographiques. Il est recommandé d'utiliser les modèles {{Ouvrage}}, {{Chapitre}}, {{Article}}, {{Lien web}} et/ou {{Bibliographie}}. Le mode d'édition visuel peut mettre en forme automatiquement les références.
- Insérer une infobox (cadre d'informations à droite) n'est pas obligatoire pour parachever la mise en page.

Pour une aide détaillée, merci de consulter Aide:Wikification.
Si vous pensez que ces points ont été résolus, vous pouvez retirer ce bandeau et améliorer la mise en forme d'un autre article.
Pour les articles homonymes, voir Dwight.
Dwight, parfois surnommé D., est un personnage des séries The Walking Dead et de Fear The Walking Dead. Il est interprété par Austin Amelio et doublé en français par Alexis Victor

## Biographie fictive The Walking Dead

### Saison 6
Il a volé la moto et l'arbalète de Daryl après leur rencontre dans des bois calcinés avec sa compagne Sherry et Tina, sa belle-sœur tuée par des rôdeurs.
Deux mois après leur rencontre, Dwight réapparaît avec d'autres Sauveurs, son visage défiguré par une brûlure. C'est lui qui a tué Denise Cloyd avec l’arbalète de Daryl, accidentellement puisqu'il visait ce dernier : ils ont pris Eugene en otage, mais ce dernier mord l'entrejambe de Dwight ce qui mène à une fusillade démarrée par Abraham, embusqué. Dwight prendra la fuite avec plusieurs de ses compagnons.
Sa brûlure au visage est une peine que lui a infligée Negan après son retour chez les Sauveurs. Negan a également accaparé sa femme Sherry en compensation de la mort de Tina qui lui était promise.
Ses compagnons et lui prennent Glenn et Michonne en otage pour attirer Daryl, qui le traque avec Rosita pour venger Denise. Son plan fonctionne : il surprend Daryl et lui tire à bout portant dans l'épaule. Il est présent lors de la confrontation entre le groupe de Rick et celui de Negan.

### Saison 7
Il est ensuite chargé par Negan de torturer Daryl au Sanctuaire afin de l'asservir. Cependant, Sherry donne à celui-ci un moyen de s'évader avant de s'échapper elle-même. Quand après avoir négocié sa clémence auprès de Negan, Dwight remonte la trace de son épouse jusqu'à une maison, il trouve son alliance laissée avec un message lui disant de ne pas la rechercher, motivée par le régime en place au Sanctuaire ainsi que le changement opéré en lui depuis qu'il est devenu "Negan", ne reconnaissant plus en lui l'homme qu'elle a épousé. À son retour auprès de Negan, afin de la protéger il lui ment en prétendant avoir dû tuer Sherry, ce qui pousse son chef à reporter à tort la responsabilité des deux évasions sur le Dr Emmett Carson, que Negan exécute en public en le jetant vivant dans un four.
Conséquemment à la disparition de sa femme, il décide de se rendre en secret à Alexandria pour leur proposer de s'allier à eux en tant qu'espion au Sanctuaire, afin de se débarrasser de Negan et changer le fonctionnement des Sauveurs.

### Saison 8
Après l'attaque des trois communautés contre eux et le siège du Sanctuaire par une horde de rôdeurs, l'existence d'un traître non déterminé ne fait aucun doute pour les lieutenants de Negan, qui dirigent durant son absence. Même si le double jeu de Dwight n'est pas révélé auprès des siens, il est néanmoins facilement démasqué par Eugene qui au lieu de le dénoncer, lui laisse l'occasion de se reprendre en échange de son silence. Dwight saborde cependant son plan qui vise à éloigner la horde assiégeant le Sanctuaire, pour permettre aux Sauveurs de sortir.
La couverture de Dwight auprès des siens est définitivement grillée à l'issue d'un traquenard dans lequel il mène volontairement les Sauveurs qui l'accompagnent, mais duquel Laura réchappe et s'enfuit après lui avoir tiré dessus. Il est récupéré, blessé, par Daryl, Tara et Rosita.
Dwight est présent avec eux et leur communauté dans les égouts d'Alexandria au retour de Rick et Michonne, qui apprennent que Carl a été mordu par un rôdeur plus tôt dans la journée. Lorsqu'ils souhaitent s'en aller au plus tôt vers la Colline alors que les Sauveurs mettent le feu aux bâtiments, Dwight insiste pour attendre le départ effectif des siens, les assurant qu'ils ne resteront pas bien longtemps. Quand les Sauveurs ont quitté les lieux, il part avec ses alliés en laissant Rick et Michonne au chevet de Carl.
À cause cependant du désir de vengeance personnelle de Tara qui tente de le tuer isolément de son groupe, Dwight finit par se faire récupérer par des Sauveurs qui ignorent sa traîtrise et se fait ramener au Sanctuaire pour les éloigner des Alexandriens en route vers la Colline. Croyant s'être condamné, il constate toutefois à son arrivée auprès de Negan, que Laura n'a pas été revue depuis l'embuscade.
Durant leur trajet vers la Colline, Negan est cependant séparé de son convoi et isolé par Rick, qui souhaite à son tour obtenir sa vengeance. Quand Simon et Dwight partent à sa recherche, ils trouvent son véhicule accidenté et D. se laisse convaincre de laisser les choses se dérouler ainsi : néanmoins, Simon au retour auprès du convoi, change les plans de Negan après avoir pris la tête des Sauveurs et exhalte ses hommes à massacrer leurs adversaires.
Pendant l'attaque de la Colline, il se contraint à jouer son rôle et tente de sauver les meubles : ainsi, il sauve la vie de Tara en lui tirant dessus avec un projectile non contaminé, coupant l'herbe sous le pied de Simon et les obligeant à se retirer. Quand la Colline subit ensuite l'attaque interne des blessés transformés en rôdeurs et qu'ils comprennent la méthode employée par les Sauveurs, Tara après avoir constaté l'absence des symptômes au bout d'une journée, est persuadée des bonnes intentions de Dwight et révise ses plans le concernant, contrairement à Daryl dont elle se désolidarise dans la vengeance personnelle contre Dwight.
Au retour au Sanctuaire de Negan, qui a appris par Jadis la désobéissance de Simon et récupéré une connaissance sur le bord de la route, ce dernier et leur chef tentent chacun de leur côté de rallier D. contre l'autre : Dwight, qui fait mine de suivre Simon, lui tend en fait un piège organisé par Negan qui le prend en flagrant délit durant sa préparation d'une mutinerie, où Simon octroyait à Dwight le rôle de tuer lui-même leur chef. Pendant que Simon et Negan s'entretuent en duel pour la place de meneur, ce qui accapare tout le monde, D. qui prévoyait de fuir pour prévenir la Colline du plan que Negan lui a exposé, en profite finalement pour envoyer Gregory à sa place avec des indications du plan et le véhicule qu'il avait préparé. Après la mort de Simon, il est cependant à son tour piégé par Negan qui l'amène face à Laura (la personne récupérée sur son trajet vers le Sanctuaire) : Negan lui révèle ainsi qu'il était parfaitement au courant de sa trahison depuis son retour, et s'est servi de lui afin de tendre un piège à Rick et aux autres en lui communiquant de fausses informations sur son véritable plan, sachant qu'il s'arrangerait pour les prévenir. Negan apprend également qu'il a décidé, comme Simon avant lui, d'en finir définitivement avec ses alliés en les tuant tous.
Revu avant le départ de Negan et de ses hommes pour en finir, Dwight est entravé et habillé comme un homme à tout faire. Le chef des Sauveurs décide de l'emmener avec eux afin qu'il soit témoin en personne des conséquences de sa complicité involontaire. Il en profite et continue de le malmener en exposant le piège à ses alliés via un haut-parleur quand ils tombent dedans. Quand la situation se retourne toutefois grâce au sabotage imprévu des munitions par Eugene, Dwight bien que toujours entravé, s'interpose afin d'empêcher la vengeance de s'exercer : il survit à l'affrontement final, conclu par une victoire de Rick et la chute de Negan en tant que chef des Sauveurs. Ensuite, Dwight est emmené par Daryl dans une forêt et est persuadé de ce que sera son sort. Satisfait néanmoins d'avoir pu assister à la chute de Negan, il expie à genoux sa faute, exprime ses remords pour le meurtre de Denise et implore tout de même l'arbalétrier : Daryl lui jette par terre les clefs du véhicule et l'encourage à aller expier ailleurs en retrouvant Sherry, lui interdisant de ne jamais réapparaître et jurant de le tuer si cela arrivait. Dwight retourne alors dans leur ancienne maison et trouve un nouveau message laissé par son ancienne compagne, marqué du symbole de l'infini.